# Dryocopus hodgei
Dryocopus hodgei là một loài chim trong họ Picidae.